# Marek Mintál
Marek Mintál (Žilina, 2 september 1977) is een voormalig Slowaaks profvoetballer. Hij speelde van 2003 tot 2011 voor de Duitse Bundesligaclub 1. FC Nürnberg uit de gelijknamige plaats. De in Žilina geboren Slowaakse middenvelder speelde voordat hij in Neurenberg kwam voor MŠK Žilina en een club uit Nové Mesto. Hij speelde in totaal 45 wedstrijden voor Slowakije, waarin hij 14 doelpunten maakte.

## Clubcarrière
Toen Mintál veertien was kwam hij in een sportinternaat terecht, waar hij in het schoolteam slechts reservespeler was. Daarom ging hij naar Nové Mesto en speelde vier seizoenen in de Slowaakse competitie. In 1997 verruilde hij Nové Mesto voor Žilina. Officieel was zijn transferbedrag naar 1. FC Nürnberg 150.000 euro.
In zijn laatste twee seizoenen schoot de aanvoerder van Žilina zijn club naar het nationale kampioenschap en werd beide seizoenen topscorer van de Slowaakse Superliga. Trainer van 1. FC Nürnberg die Mintál in 2003 haalde was Wolfgang Wolf. In het seizoen 2003/04 speelde Mintal bij 'Der Club' 31 wedstrijden en schoot daarin 18 doelpunten.
Sinds zijn overgang naar Nürnberg behoort Mintál tot de basisspelers van het Slowaakse nationale elftal. Daarvoor zat hij, ondanks zijn successen bij MŠK Žilina, slechts op de reservebank.
In de winterstop van het seizoen 2004/05 voerde Mintál de topscorerslijst van de Bundesliga aan met 13 doelpunten. Vanwege zijn verdiensten bij de 1. FC Nürnberg werd hij rond de kerst van 2004 verkozen tot Slowaaks Speler van het Jaar. 
In de eindafrekening van het seizoen 2004/05 had Mintál 34 wedstrijden nodig om 24 doelpunten te maken. Daarmee werd hij als eerste speler van de 1. FC Nürnberg topscorer van de Bundesliga.

## Interlandcarrière
Mintál maakte zijn debuut voor de nationale ploeg op 6 februari 2002 in de vriendschappelijke interland in en tegen Iran (2-3) en luisterde zijn debuut op met een doelpunt. Hij viel in dat duel na 64 minuten in voor Lubomír Talda.

## Erelijst
MŠK Žilina
- Topscorer Corgoň Liga

2002, 2003
 1. FC Nürnberg
- Slowaaks voetballer van het jaar

2004, 2005
- 2. Bundesliga

2004
- Topscorer Bundesliga

2005
- Topscorer 2. Bundesliga

2004, 2009
- DFB-Pokal

2007